# Belphegor
Belphegor är ett blackened death metal-band från Österrike. Bandet bildades 1991 under namnet Betrayer, men bytte namnet till det nuvarande i 1992.

## Medlemmar
Nuvarande medlemmar
- Helmuth (Helmuth Lehner) – sång, gitarr, basgitarr (1992– )
- Serpenth (Vojtech R.) – basgitarr, bakgrundssång (2006– )

Tidigare medlemmar
- Maxx – basgitarr, sång (1992–1996)
- Chris – trummor (1992–1996)
- Sigurd (Sigurd Hagenauer) – sologitarr (1992–2007)
- Mario "Marius" Klausner – basgitarr, sång (1996–2001)
- Barth (Bartholomäus Resch) – basgitarr, sång (2002–2006)
- Tomasz "Nefastus" Janiszewski – trummor (2005–2006, 2009)
- Morluch – gitarr (2008–2009)
- BloodHammer (Simon Schilling) – trummor (2016–2018)

Turnerande medlemmar
- Tomasz "Nefastus" Janiszewski – trummor (2005–2006, 2009, 2014–2016)
- Impaler (Sascha)  – gitarr, bakgrundssång (2014– )
- BloodHammer (Simon Schilling) – trummor (2015–2016)
- A-X (Alexander Palma) – basgitarr (1993–1996)
- Robin Eaglestone – basgitarr (2006)
- Blastphemer (Jan Benkwitz) – trummor (2006)
- Torturer (Florian Klein) – trummor (2007)
- Robert Kovačič – trummor (2007–2009)
- Lille Gruber – trummor (2007)
- Tony Laureano – trummor (2007)
- Anthony Paulini – gitarr (2008, 2010)
- Martin "Marthyn" Jovanović – trummor (2009–2011, 2014)
- Bernth (Bernd Brodträger) – gitarr (2010–2011)
- Olivier Beaudoin – trummor (2011)
- Barth (Bartholomäus Resch) – sång (2012)
- Schoft – gitarr, bakgrundssång (2013–2014), sång (2013)
- Simon "BloodHammer" Schilling – trummor (2015–2016)
- Steve "Impaler" Shredhofer – gitarr (2015, 2016–?)
- Martin "Molokh" Arzberger – gitarr (2015–2016, 2018–?)
- Ravager (Eugene Ryabchenko / Євген Рябченко / Yevhen Riabchenko) – trummor (2018– )
- Ricardo "Horis" Falcon – gitarr (2018– )
- Pawel Jaroszewicz – trummor (2019– )

## Diskografi
Demo
- 1991 – Kruzifixion (under namnet Betrayer)
- 1991 – Unborn Blood (under namnet Betrayer)
- 1993 – Bloodbath in Paradise (som Belphegor)

Studioalbum
- 1995 – The Last Supper
- 1997 – Blutsabbath
- 2000 – Necrodaemon Terrorsathan
- 2003 – Lucifer Incestus
- 2005 – Goatreich - Fleshcult
- 2006 – Pestapokalypse VI
- 2008 – Bondage Goat Zombie
- 2009 – Walpurgis Rites - Hexenwahn
- 2011 – Blood Magick Necromance
- 2014 – Conjuring the Dead
- 2017 – Totenritual

Livealbum
- 2002 – Infernal Live Orgasm

EP
- 1994 – Obscure and Deep

Singlar
- 2008 – "Bondage Goat Zombie"
- 2014 – "Gasmask Terror"

Samlingsalbum
- 2004 – The Last Supper / Blutsabbath
- 2016 – Pestapokalypse VI / Bondage Goat Zombie

Annat
- 2006 – HammerFall / I / Belphegor Sampler (delad album: HammerFall / Belphegor / I)

## Musikvideor
- 2001 – "Vomit Upon the Cross" (från Necrodaemon Terrorsathan)
- 2004 –  "Lucifer Incestus" (från Lucifer Incestus)
- 2005 – "Bleeding Salvation" (från Goatreich - Fleshcult)
- 2006 – "Belphegor - Hell's Ambassador" (deån Pestapokalypse VI)
- 2006 – "Bluhtsturm Erotika" (från Pestapokalypse VI)
- 2008 – "Bondage Goat Zombie" (från Bondage Goat Zombie)
- 2009 – "Der Geistertreiber" (från Walpurgis Rites - Hexenwahn)